# 페라리 488 GTE
페라리 488 GTE(영어: Ferrari 488 GTE)는 페라리 488을 베이스로 제작된 레이스카이다.

## 개요
488 GTE는 2016 시즌에 도입된 Automobile Club de l' Ouest / FIA LM GTE 규정에 따라 제작되었으며, 현재 IMSA WeatherTech 스포츠카 챔피언십, FIA 월드 Endurance 챔피언십 및 유로피언 르망 시리즈에서 경쟁하고 있다.

## 변형 차종

### 페라리 488 GTE 에보

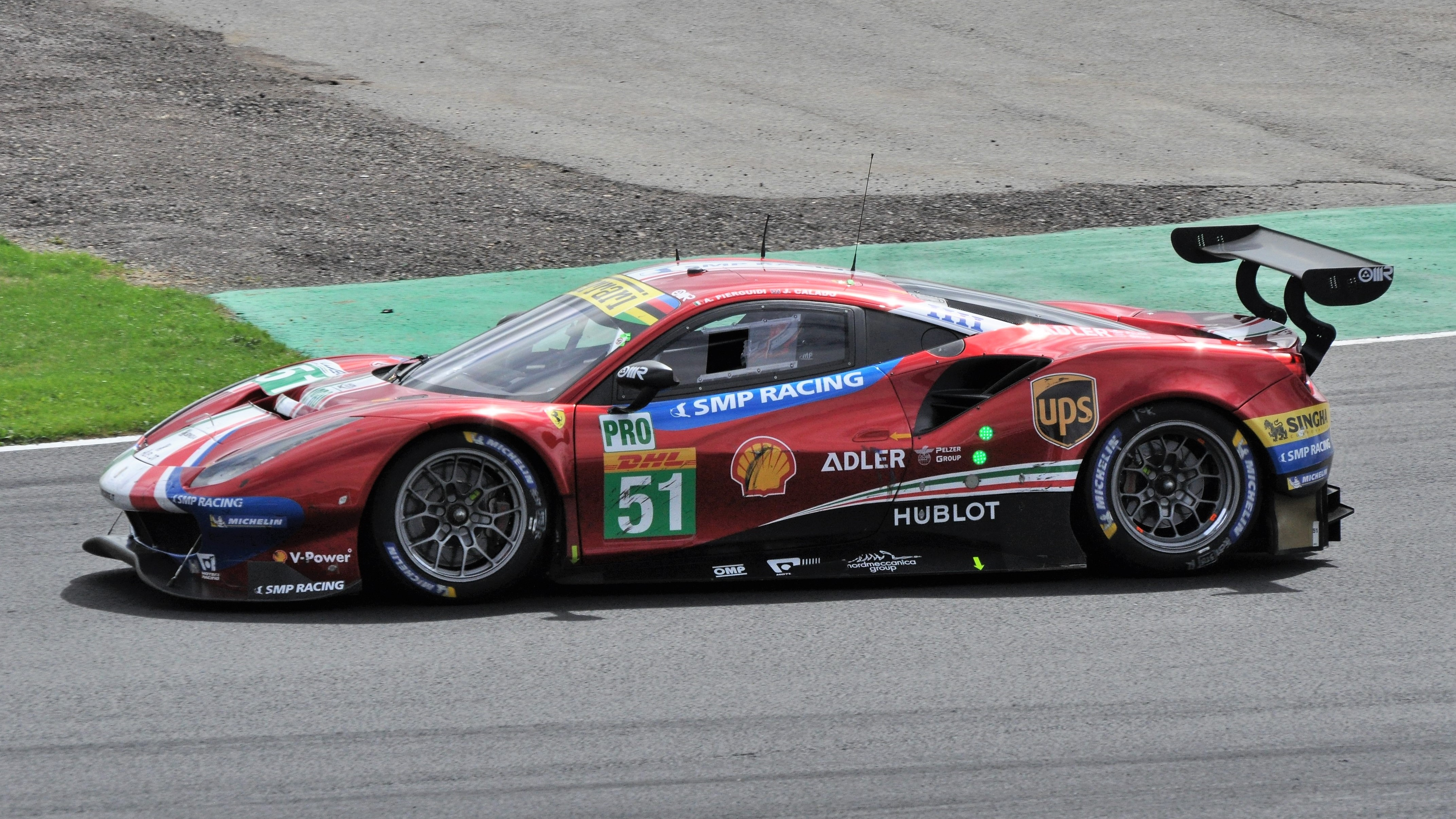

2017년 11월 13일, 페라리 대회 GT 기술 코디네이터인 페르디난도 카니조는 488 GTE와 GT3 모두 신뢰성 향상과 에어로 성능 최적화를 목표로 하는 에보 키트를 받을 것임을 확인하였다.488 GTE E에보는 2018년 3월 30일 페라리의 피오라노 서킷에서 쉐이크다운 테스트를 거쳤다.WindShear 시설에서 풍동 테스트를 거친 후 전면 잠수 비행기를 제거하였다.카니조는 페라리가 새 차를 개발하는 대신 두 번째 에볼루션으로 2021년까지 경쟁을 유지할 수 있다고 제안했다.